# روشنکان
روشَنَکان یا درخت روشنک (نام علمی: Burseraceae) نام یک خانواده از راسته افراسانان است.